# León de Huánuco
El Club Social Deportivo León de Huánuco, conocido como León de Huánuco, es un club de fútbol de la ciudad peruana de Huánuco, en el departamento homónimo. Fue fundado el 29 de junio de 1946 y participa en la Copa Perú.
León de Huánuco es el equipo más popular de Huánuco, por ello es considerado patrimonio de todos los Huanuqueños, en el año 2010 fue Subcampeón nacional y logró la clasificación histórica a la Copa Libertadores de América.
Su tradicional rival es el Alianza Huánuco, con quien disputa el Clásico Huanuqueño.

## Historia
León de Huánuco fue fundado el 29 de junio de 1946 por un grupo de personas y aficionados al fútbol bajo la dirección de Luis Alberto Marroquín Andía en las instalaciones del Colegio Gran Unidad Escolar Leoncio Prado (antes Colegio de Minería), con el único objetivo de promover la práctica del deporte entre los alumnos y profesores del mencionado colegio. Al año siguiente se afilió a la liga provincial bajo la presidencia de Augusto Alvarado. Con el paso del tiempo se convirtió en el equipo orgullo y patrimonio de la ciudad de Huánuco.

### Era Amateur
Empezó su participación futbolística en la liga de su ciudad; en la década de los 60 se vivía una gran efervescencia futbolística en Huánuco, durante la cual surgieron figuras a nivel departamental y regional teniendo como principal protagonista al León en los torneos de la Copa Perú, fruto de esto el club logra clasificarse a la final de la Copa Perú del año 1972 conformado únicamente por jugadores de la región, en donde luego de una gran campaña se consagra subcampeón y de acuerdo con la reglamentación vigente ese año logra su ascenso a la primera división del Fútbol peruano, Javier "El Cholo" Fano fue el máximo referente de este equipo y goleador de la final con 5 goles.

### Inicios en la Era Profesional
El año 1972 militó en el fútbol profesional con jugadores netamente huanuqueños, .estuvieron ese tiempo: Miguel Ortiz, José Lugo, César Ponce, José Fernández, Pedro Bermúdez, Carlos Follegati, Germán Lara, Juan Cabanillas.
El conjunto crema se convierte desde el inicio del torneo en un difícil rival para los grandes cuadros del balompié peruano en su fortín del llamado entonces Estadio Modelo de Huánuco (hoy Heraclio Tapia León). Estos fueron los años más gloriosos del fútbol peruano por lo que este escenario fue testigo del paso de grandes figuras del fútbol sudamericano y mundial como Teófilo "El Nene" Cubillas, Héctor Chumpitaz, Hugo "El Cholo" Sotil entre los más grandes. Durante esos años destacaron en el equipo Manuel "Kerosene" Rodríguez, Javier Fano, Germán Lara, Fernando "Muchachito" Guerrero, Máximo Falla, César Martínez, César Arnáez, David "Cucharita" Arévalo, Luis Sandoval, Pedro Vilchez, Raúl Gorriti, Luis Pérez y los goleros Chacaltana, Pedro Bermúdez "Zegarra" y Mitiguel Sinti. El mítico Julio Meléndez también vistió la divisa del León de Huánuco los años 1978 y 1979 haciendo las veces de jugador y entrenador.

### Primer descenso, título de la Copa Perú y segundo ascenso
El conjunto crema se mantuvo en la primera división hasta el año 1979 en la que perdió por primera vez la categoría al quedar en el último puesto de la eliminatoria por la baja en el que enfrentó a Colegio Nacional de Iquitos de Iquitos y Juventud La Palma de Huacho.
Luego de este traspié, el equipo huanuqueño se recupera rápidamente y el año 1980 se corona campeón de la Copa Perú tras ganar de manera invicta la liguilla final. El plantel campeón alineaba con Mitiguel Sinty; José "Leche" Pérez, Manuel Chávez, César Tagle y Gérman Lara; Enrique Chávez, Freddy Ternero y Aurelio Real; Miguel Kulisic, Ricardo Garrido y Eduardo Rivera. Miguel Kulisic fue el goleador del torneo con 8 goles. El equipo estaba dirigido por Julio Gómez y ascendería nuevamente a la primera división militando por espacio de 3 años.
El año 1981 el club realiza una buena campaña quedando ubicado en el quinto lugar, contando con la presencia de jugadores consagrados como César Adriazola, David Zuluaga, Fernando Cuéllar, Freddy Cañamero, Alejandro "Torito" Luces en sus filas.

### Segundo descenso y participación en Zona Regional Centro
El año 1983 el equipo descendió al quedar en el último puesto del Torneo Descentralizado.
El año 1984 se cambian las bases y estructuras del campeonato de primera a torneos regionales en lugar del tradicional torneo descentralizado, los mejores equipos de cada zona disputaban la liquilla final por el título; el club crema es invitado a participar en la Zona Centro en el año 1985, disputando los torneos sin lograr en ninguna de sus participaciones clasificar a las liquillas finales y sin más ambiciones que librarse del descenso a su liga de origen.
El año 1991 la presidencia es asumida por la empresaria Luzmila Templo lo cual inyecta al club un importante aporte económico, y posibilita la contratación de jugadores de primera línea del ámbito nacional y bajo la dirección del profesor Diego Agurto y la capacidad goleadora de un argentino Humberto Miranda se corona por primera vez campeón de la Zona Regional Centro, y no solo se ganó un lugar directo entre los dieciséis participantes del Campeonato Descentralizado 1992, sino que clasificó a la Preliguilla del Regional II, en la que fue eliminado por Sport Boys en partidos de ida y vuelta, la ida favoreció al cuadro porteño por 1-0 y en el partido de vuelta venció el cuadro crema por igual marcador gol convertido por el goleador de ese equipo el argentino Humberto Miranda en vibrante partido, siendo eliminado en tanda de penales por el cuadro chalaco que a la postre fue el subcampeón nacional. Ese año hicieron su aparición luciendo la casaquilla crema César Rosales, Róger Serrano, Miguel Cáceda, Carlos Cumapa, Giuliano Portilla y el golero Francisco Pizarro quienes después brillarían en los cuadros más importantes del Perú.

### Vuelta al Torneo Descentralizado y tercer descenso
En el año 1992 se realiza una reestructuración del campeonato volviéndose al tradicional Torneo Descentralizado, el cuadro crema obtuvo el derecho a participar en este torneo merced al título conseguido el año anterior y junto a Unión Minas (subcampeón) representan a la Zona Centro del país. Ese año el cuadro huanuqueño acapara las primeras planas de los diarios capitalinos como nuevo equipo "millonario" del fútbol peruano realizando grandes contrataciones bajo el soporte económico de la empresa privada y con la intención de tentar el campeonato nacional; el club ficha a Ramón Anchisi considerado el mejor jugador del año 1991 del torneo descentralizado, al brasileño Ze Carlos, César Lara, Martín Dall'Orso (goleador del equipo), Ángel "Maradona" Barrios, además de mantener en el club a Humberto Miranda, César Rosales, Róger Serrano, Miguel Cáceda, Giuliano Portilla y Mifflin Bermúdez. Se frustra el fichaje del brasileño Julinho, quien ya brillaba en el Defensor Lima y se consagraría en Sporting Cristal en los siguientes años. Sin embargo, el equipo realiza una campaña irregular por lo que a fines de la primera rueda asume la dirección técnica del equipo Roberto Challe, finalmente el equipo queda a media tabla.
El año 1993 no se realizan grandes contrataciones y el equipo ocupa el undécimo lugar bajo la dirección técnica de Daniel Jurado. Ese año, sin embargo, fueron destacadas las actuaciones del golero Francisco Pizarro, de César Rosales, Róger Serrano, Giuliano Portilla, Carlos Cumapa y Miguel Cabanillas.
El año 1994, realizó una de sus mejores campañas de toda su historia, ubicándose finalmente en el cuarto lugar por debajo de Sporting Cristal (campeón), Universitario y Alianza Lima, sumando 38 puntos, lo cual le vale la clasificación a la preliguilla. Tras eliminar al Ciclista Lima en la preliguilla, disputó la liguilla final por el subtítulo y la clasificación a la Libertadores en el Estadio Nacional ocupando finalmente el tercer lugar tras caer derrotado ante Sipesa de Chimbote y Alianza Lima superando en la última fecha a Universitario de Deportes. Esta era la mejor ubicación lograda a lo largo de su vida institucional hasta ese entonces. Ese año se tuvo primero la conducción técnica de Ronald Amoretti C. y posteriormente, luego de estar clasificados en la preliguilla ingresaría Ramón Quiroga, y las figuras del equipo fueron Ricardo Cano, Raúl Mejía, Danny Chumpitaz, Giuliano Portilla, Milko Fae, los uruguayos Gustavo Machaín y Pedro Varela y el capitán Carlos Cumapa de gran actuación y conductor del equipo.
El año siguiente el equipo cae en una profunda crisis económica, sin el apoyo de la empresa privada pierde a sus principales figuras y contando con un equipo "semiamateur" pierde la categoría al sumar apenas 15 puntos. Sin embargo, es rescatable la aparición del goleador huanuqueño Johan Javier Fano quien se forma en las canteras del club y hace su debut a los 16 años marcando un gol de tiro libre al San Agustín. Johan Fano posteriormente militaría en los clubes más importantes del Perú como Universitario y Alianza Lima, emigrando al fútbol colombiano y consagrándose el año 2009 campeón del torneo apertura con el Once Caldas, siendo considerado el mejor jugador extranjero en Colombia en 2009 y ganándose el titularato en la selección peruana en la campaña eliminatoria Sudáfrica 2010 ante la ausencia de los referentes Claudio Pizarro y Jefferson Farfán castigados por indisciplina, posteriormente Johan Fano emigra en 2010 al club Atlante de México, donde se consagra goleador del torneo azteca junto al "Chicharito" Hernández, el año 2013 retorna al León de Huánuco para retirarse en el club que lo vio nacer como futbolista, como lo había prometido.

### Retorno a la Copa Perú y ascenso luego de 15 años
El club crema desciende a su liga de origen y disputa los torneos de la Copa Perú haciendo campañas aceptables. Durante la década del 2000, se coronó campeón departamental de Huánuco en seis ocasiones, sin embargo, en la Etapa Nacional del torneo quedaba eliminado usualmente, en octavos, cuartos o en el mejor de los casos en semifinales.
El año 2008 la presidencia del club es asumida por Luis Picón y un grupo de socios. Para el 2009, se forma un equipo con jugadores experimentados de primera división, segunda y equipos finalistas de Copa Perú, convirtiéndose en favorito para la obtención del título. Luego de 33 partidos se consigue el objetivo en partidos definitorios de ida y vuelta frente al Tecnológico Suiza de Pucallpa. El partido de ida jugado en Pucallpa finaliza 1-1 y en el partido de vuelta en Huánuco se empata 0-0, y por la ventaja del gol de visitante León de Huánuco obtiene por segunda vez en su historia la Copa Perú y da la vuelta olímpica en casa el 20 de diciembre del 2009, logrando el objetivo de regresar a la Primera División del Perú. Cabe resaltar que su clásico y más encarnizado rival durante todo el torneo fue el club Alianza Universidad, quien lo había derrotada en la Liga Superior de Huánuco, Etapa Departamental y Regional, pero en los cuartos de final del torneo y en el partido más importante es el León de Huánuco quien obtiene la victoria.
El plantel estuvo conformado por el golero Haruki Kanashiro quien se convirtió en el baluarte y figura del equipo, Robert "Pupi" León, Jorge Lozada, Víctor Peña, Frank Aguirre, Dennis Palma, Juan de la Haza, Manuel Abad, Roberto Tristàn, David Ponce de León, Ever Chávez, Pedro Miranda, Herson Gastiaburú, Pedro Salguero, Cesáreo Núñez, Walter Pizarro, Luis Marcenaro, Carlos Vela y Édgar Palma. El equipo, al inicio del torneo y hasta la etapa departamental, estuvo dirigido por Mifflin Bermúdez y en las instancias finales asumen la conducción el trío Oswaldo Araujo, Miguel Seminario y Leo Rojas.

### Subcampeón nacional y clasificación histórica a la Copa Libertadores
Durante la temporada del 2010, bajo la conducción técnica de Franco Navarro, técnico caracterizado por armar equipos protagonistas sobre la base de la experiencia de los jugadores; León de Huánuco realizó la mejor campaña de su historia. Al término de las 30 primeras fechas se ubicó en el segundo lugar del torneo, jugando la liguilla como cabeza del grupo de los pares con 56 puntos
El 10 de noviembre, se fue a Arequipa a jugar un partido clave ante Melgar. No obstante, minutos antes de que arranque la brega, el plantel se enteró de que Aurich, su más cercano perseguidor, había caído en Piura. Dicho resultado, pues, se convirtió en un hito histórico para el pueblo huanuqueño: el equipo obtuvo automáticamente la clasificación a la Copa Libertadores, primer certamen internacional de los cremas del centro en su historia. Como para refrendar su condición, los dirigidos por Franco Navarro vencieron a los rojinegros por 1-2, con dos tantos del cafetero Luis Alberto Perea, aseguró el primer lugar de su grupo a falta de dos fechas para culminar la liguilla. En consecuencia, ganó el derecho de disputar el título nacional en partidos de ida y vuelta frente a la Universidad San Martín, ganador del otro grupo. Durante su participación en el torneo descentralizado y liguillas, el León de Huánuco superó a los grandes clubes del fútbol peruano Universitario de Deportes, Alianza Lima, Sporting Cristal, Universidad San Martín de Porres, Cienciano del Cusco, Melgar, Boys en su fortín del Heraclio Tapia. El 13 de junio de 2010, en la fecha 19 del Campeonato Descentralizado, León goleó al Sporting Cristal con un marcador de 6-0, esta goleada histórica se dio en el Estadio Heraclio Tapia de Huánuco.
León disputó con la Universidad San Martín la primera final en Huánuco empatando 1-1 en un partido accidentado siendo expulsados Gustavo Rodas y Ronaille Calheira ante 18,090 asistentes; en el partido de vuelta en el Monumental, la San Martín se impuso 2-1 con una asistencia de 35,768 espectadores, de esta forma León de Huánuco obtuvo el subcampeonato de la Copa Cable Mágico 2010 siendo ésta la mejor ubicación lograda en su vida institucional; además de clasificarse por primera vez a la Copa Libertadores de América, a la cual asistió en su edición 2011 enfrentando al Junior de Barranquilla, Oriente Petrolero de Bolivia y al Grêmio de Porto Alegre. Tuvo como figuras del equipo a Luis Guadalupe, Luis Alberto Perea, Ronaille Calheira, Luis Cardoza y Gustavo Rodas, quien fue considerado el mejor jugador del torneo al término de las liguillas. Para el partido de vuelta de la final, la comisión de justicia de la ADFP decidió anular en forma sorpresiva la suspensión a Gustavo Rodas aduciéndose un error de procedimiento en el informe del árbitro del cotejo, sin embargo el técnico Franco Navarro decidió no incluirlo lo cual le valió el reconocimiento del Fair Play del año.

### Primera participación en la Copa Libertadores de América
León de Huánuco quedó ubicado en el grupo 2 de la fase de grupos junto al Junior de Barranquilla (campeón de Colombia), Oriente Petrolero (campeón de Bolivia) y Grêmio de Porto Alegre (6.º representante de Brasil).
León de Huánuco inició su participación en el máximo torneo continental enfrentando de local al Junior colombiano, cayendo derrotado por 2 goles a 1, anotando el gol crema Carlos Elías. En su segunda presentación logró su primer triunfo en un torneo internacional al derrotar por 1 a 0 al Oriente Petrolero jugando también de local con gol de Carlos Zegarra. Finalmente el equipo quedó ubicado en el último lugar del grupo con 5 puntos realizando una campaña digna considerando que fue su primera presentación en un torneo internacional.

#### Tabla de posociones y resultados
| Equipo            | Pts | PJ | PG | PE | PP | GF | GC | DG |
| ----------------- | --- | -- | -- | -- | -- | -- | -- | -- |
| Junior            | 13  | 6  | 4  | 1  | 1  | 9  | 7  | 2  |
| Grêmio            | 10  | 6  | 3  | 1  | 2  | 9  | 6  | 3  |
| Oriente Petrolero | 6   | 6  | 2  | 0  | 4  | 7  | 8  | -1 |
| León de Huánuco   | 5   | 6  | 1  | 2  | 3  | 4  | 8  | -4 |

| Copa Libertadores 2011, grupo 2, fecha 1; 17 de febrero de 2011 | León de Huánuco | 1:2 (0:1) | Junior                  | Estadio Heraclio Tapia, Huánuco                                     |                                                                     |
|                                                                 | Elías 86'       | Reporte   | Viáfara 23' · Bacca 65' | Asistencia: 11.115 espectadores Árbitro(s): Paulo César de Oliveira | Asistencia: 11.115 espectadores Árbitro(s): Paulo César de Oliveira |

| Copa Libertadores 2011, grupo 2, fecha 2; 23 de febrero de 2011 | León de Huánuco | 1:0 (1:0) | Oriente Petrolero | Estadio Heraclio Tapia, Huánuco                             |                                                             |
|                                                                 | Zegarra 36'     | Reporte   |                   | Asistencia: 5.964 espectadores Árbitro(s): Marlon Escalante | Asistencia: 5.964 espectadores Árbitro(s): Marlon Escalante |

| Copa Libertadores 2011, grupo 2, fecha 3; 3 de marzo de 2011 | Grêmio                          | 2:0 (1:0) | León de Huánuco | Estadio Olímpico Monumental, Porto Alegre                 |                                                           |
|                                                              | André Lima 42' · Borges 54' (p) | Reporte   |                 | Asistencia: 26.455 espectadores Árbitro(s): Enrique Osses | Asistencia: 26.455 espectadores Árbitro(s): Enrique Osses |

| Copa Libertadores 2011, grupo 2, fecha 4; 17 de marzo de 2011 | León de Huánuco | 1:1 (1:0) | Grêmio             | Estadio Heraclio Tapia, Huánuco                           |                                                           |
|                                                               | Elías 43'       | Reporte   | Carlos Alberto 54' | Asistencia: 9.684 espectadores Árbitro(s): Roberto García | Asistencia: 9.684 espectadores Árbitro(s): Roberto García |

| Copa Libertadores 2011, grupo 2, fecha 5; 24 de marzo de 2011 | Oriente Petrolero     | 2:0 (1:0) | León de Huánuco | Estadio Ramón Tahuichi Aguilera, Santa Cruz                 |                                                             |
|                                                               | Peña 16' · Campos 77' | Reporte   |                 | Asistencia: 2.020 espectadores Árbitro(s): Alfredo Intriago | Asistencia: 2.020 espectadores Árbitro(s): Alfredo Intriago |

| Copa Libertadores 2011, grupo 2, fecha 6; 14 de abril de 2011 | Junior    | 1:1 (0:0) | León de Huánuco | Estadio Metropolitano Roberto Meléndez, Barranquilla   |                                                        |
|                                                               | Gómez 75' | Reporte   | Rodríguez 84'   | Asistencia: 7.626 espectadores Árbitro(s): Carlos Vera | Asistencia: 7.626 espectadores Árbitro(s): Carlos Vera |

León no contó para la copa con sus máximos referentes que lo llevaron a disputar la final del torneo descentralizado, considerando que el juego del conjunto huanuqueño se basaba en Gustavo Rodas y Luis Perea quienes emigraron al Deportivo Quito, los jugadores extranjeros que los reemplazaron no llegaron a adaptarse al equipo durante la copa.

### Campaña del año 2011 y clasificación a la Copa Sudamericana
León de Huánuco tuvo un mal comienzo en el inicio del torneo descentralizado 2011, su participación en la Copa Libertadores mermó el rendimiento del equipo al tener que enfrentar 2 torneos en simultáneo, además León perdió a sus principales figuras, sin embargo mantenía la base y el estilo de juego con Franco Navarro; conforme transcurría el campeonato fue creciendo la figura del colombiano Harrison Otálvaro quien tuvo grandes actuaciones especialmente en los partidos de local venciendo a los clubes más importantes del torneo luchando el pase al play off hasta el final del torneo, sin embargo en las últimas fechas León no pudo sostener el rendimiento quedando ubicado en el 5º lugar del campeonato. La final fue disputada por Alianza Lima y Juan aurich que en un rush impresionante logró ubicarse en el primer lugar al final del campeonato y en los play off logra su primer título nacional. León también fue desplazado del tercer lugar por Sport Huancayo y viniendo desde atrás San Martín logra el cuarto lugar del torneo. sin embargo esta fue la segunda mejor actuación del León de Huánuco junto con la del año 1994, clasificando por segunda vez a un torneo internacional, participó en la Copa Sudamericana a mediados del año 2012. El conductor del equipo fue Harrison Otálvaro, jugador colombiano de gran actuación durante el torneo así como también Carlos Zegarra que le puso la pausa al medio campo, León mantenía un buen juego aéreo y de pelota parada hacía mucho daño con jugadores como Cardoza, Espinoza, Zegarra, Araujo.

### Campaña del año 2012 y participación en la Copa Sudamericana
Para el año 2012 asumió la dirección técnica del equipo el uruguayo Aníbal "El maño" Ruiz, entrenador mundialista con Paraguay en el mundial de Alemania 2006, entrenador de gran prestigio, además de haber sido elegido en el año 2005 como Director Técnico Sudamericano del año, por medio de la prestigiosa encuesta anual que realiza el diario "El País" de Montevideo, Uruguay. Sin embargo León estuvo muy lejos de sus dos campañas anteriores, pese a algunos jales de peso y el fichaje del ‘Maño’ Ruiz como DT, cumplió una campaña más que discreta y terminó en el decimotercer puesto.

#### Análisis
Con el plantel íntegro en la primera mitad del año, el "Maño" Ruíz optó por el sistema 4-línea-2. La defensa fue casi inamovible, con Flores en portería, y con una línea de cuatro en el fondo: Salas, Cambindo, Lojas -o Araujo- y Quina. Vásquez y Zegarra formaron la primera línea de volantes, aunque Hidalgo y Chávez llegaron a sumar muchos minutos en dicho sector, mientras que Peña y Faiffer aparecieron abiertos por las bandas. Finalmente, el ataque sufrió variantes y nunca se logró consolidar una dupla segura, alternando Cardozo, Pedro García, Almirón, Cardinali, Calheira y hasta el mismísimo Reimond Manco. Dicho sea de paso, ante la salida de varios jugadores en la parte final (por separaciones o mejores ofertas), y ya con Cardama al mando, se cambió al sistema a 4-2-3-1.
El experimentado Juan ‘Chiquito’ Flores fue el más regular dentro de León. Buenas intervenciones y actuaciones destacadas lo vuelven a consolidar como uno de los mejores arqueros en nuestro medio. La mejor contratación fue Ramón Cardozo, el atacante paraguayo fue de menos a más y fue ganándose el efecto de la hinchada de León. Su salida, antes de las Series, dejó un vacío en el ataque. La revelación fue Edwin Alexi Gómez quien llegó a León para la Bolsa de Minutos y respondió con creces, siendo definitivamente uno de los puntales en materia ofensiva. Su velocidad y atrevimiento para encarar le aseguraron la confianza de Cardama y el llamado de Daniel Ahmed a la selección Sub-20. La decepción fue el argentino Luciano Cardinali por su poca producción ofensiva. En esa temporada, fue el más irregular de los atacantes extranjeros que contrató León. En la fecha 25, León de Huánuco goleó 7-1 a Unión Comercio y consiguió la máxima goleada de su historial en Primera División.
León de Huánuco tuvo una participación discreta en la Copa Sudamericana, fue eliminado por el Deportivo Quito al perder ambos partidos de la primera fase, siendo superado ampliamente en el juego por el cuadro chulla.
| Copa Sudamericana 2012, primera fase, zona norte, ida; 1 de agosto de 2012 | Deportivo Quito     | 1:0 (0:0) | León de Huánuco | Estadio Olímpico Atahualpa, Quito                             |                                                               |
|                                                                            | Cambindo 65' (a.g.) | Reporte   |                 | Asistencia: 10.675 espectadores Árbitro(s): Hernando Buitrago | Asistencia: 10.675 espectadores Árbitro(s): Hernando Buitrago |

| Copa Sudamericana 2012, primera fase, zona norte, vuelta; 14 de agosto de 2012 | León de Huánuco         | 2:3 (1:2) | Deportivo Quito                 | Estadio Heraclio Tapia, Huánuco                           |                                                           |
|                                                                                | Vásquez 10' · Quina 46' | Reporte   | Bevacqua 12' 64' · Saritama 25' | Asistencia: 12.308 espectadores Árbitro(s): Antonio Arias | Asistencia: 12.308 espectadores Árbitro(s): Antonio Arias |

### Campaña del año 2013
Como en 2012, aunque mejoró un poco, León pasó desapercibido en la irregularidad. Sin problemas con el descenso, quedó undécimo y sin cupo internacional, haciendo extrañar al equipo de los primeros dos años post regreso.
Las cifras
- El goleador del equipo: Johan Fano (12 goles)
- El mejor resultado: León de Huánuco 5-0 San Martín (fecha 26)
- El peor resultado: Juan Aurich 5-0 León de Huánuco (fecha 37)
- Cantidad total de jugadores empleados: 36
- Cantidad total de jugadores Sub-20 utilizados: 5
- Técnicos: 3 (Édgard Ospina, entre las fechas 1 y 9; José Soto, de la 10 a la 37; César Chacón, de la 38 a la 44)

#### Análisis
Con tres técnicos que pasaron por la banca huanuqueña, era de esperarse que los sistemas de juego variaran en más de una ocasión. León empleó múltiples pizarras en el verde, siendo el 4-cuadrado-2 uno de los más regulares durante el mando de Ospina, si bien modificaba al 4-3-1-2 o 4-línea-2 cuando salía de visita. Luego, con Soto, el equipo pasó a ser más conservador utilizando un 4-2-3-1: dicho esquema fue una característica en 22 jornadas (la mitad de todo el torneo). Ya después, con la destitución de ‘Pepe’ tras la goleada sufrida a manos del ‘Ciclón’, César Chacón mantuvo la filosofía de juego. La oncena titular podría resumirse de la siguiente manera: Jorge Rivera bajo los tres palos; Willy Rivas por derecha, Carlos Solís y Diego Otoya como la pareja de centrales, mientras Renato Zapata y José Dionisio pelearon la banda izquierda; Jorge Molina y Carlos Javier Flores en la contención; Éver Chávez por izquierda, Víctor Peña al otro extremo y Diego Manicero como manija; en punta, Johan Fano.
La mejor contratación fue Diego Manicero, el futbolista argentino destacó y cumplió con creces las expectativas del público del Heraclio Tapia, al ser también una de las mejores adquisiciones en la creación tras la partida de Gustavo Rodas. El volante jugó en total 39 partidos e hizo cuatro tantos.
La revelación fue Paul Bashi, en su tercer año como profesional, se ganó un puesto en el once titular con Ospina a la vez que sumaba en la bolsa de minutos de los sub-20 (fue el jugador que más aportó). Solo una fractura en la fecha 23 le impidió continuar con el primer equipo, reapareciendo a falta de tres jornadas como para recuperar el tiempo de cara a la siguiente temporada.
La decepción fue Marco Lazaga, Pese a llegar con un interesante cartel goleador, el atacante paraguayo mostró una discreta performance en su fugaz paso por León. En el cuadro huanuqueño solo alternó en seis cotejos donde totalizó 540 minutos sin anotar tanto alguno.

### Campaña del año 2014
León cerró el año logrando nuevamente una clasificación a la Copa Sudamericana; no obstante, el equipo pasó por muchos cambios de técnicos en el año, lo que imposibilitó la formación de un proyecto coordinado. El equipo se fue afianzando al final del campeonato en donde obtuvo en las últimas fechas sendos triunfos de visita ante UTC de Cajamarca y de local ante Universitario (con gran actuación de Víctor Peña anotando los 2 goles), y ante la Universidad César Vallejo, partido en el cual León arrebato la clasificación a este equipo que venía precedido de una gran actuación en la Copa Sudamericana.
Las cifras,
- El goleador del equipo: Carlos Preciado (15 goles)
- El mejor resultado: León 4 - San Simón 0 (Apertura, fecha 4)
- El peor resultado: Inti Gas 5 - León 2 (Clausura, fecha 15)
- Cantidad total de jugadores empleados: 29
- Cantidad total de jugadores Sub-20 utilizados: 2
- Técnicos: Jorge Cordero, fecha 16; Wilmar Valencia, fechas 1 a 15 y 17 a 24; César Chacón, fechas 25 a 29; Rolando Chilavert, fechas 30 a 44)

#### Análisis
El esquema de León pasó por varios técnicos y propuestas diferentes; sin embargo, los que más se intentaron fueron el 4-2-3-1 –generalmente de visita- y el 4-cuadrado-2 -para la mayoría de partidos en casa-. La portería del cuadro huanuqueño estuvo resguardada casi siempre por Jorge Rivera, dejando a Jesús Cisneros como el único arquero suplente. En la defensa, la dupla de centrales varió entre Orlando Contreras, John Galliquio y Gianfranco Espinoza, justamente este último también supo jugar de lateral cuando se le pidió. Por derecha, Jean Pierre Cáncar era otra alternativa para jugar como lateral. Por otro lado, Fernando Canales fue el lateral izquierdo que fungió como titular indiscutible para la mayoría de los técnicos.
En la zona de la volante, Anderson Santamaría y Eduardo Uribe solían ser los encargados de la marca, aunque Ricardo Salcedo también se mantuvo en esas tareas en varios partidos. Los mediocampistas ofensivos tuvieron a Víctor Peña como el que más juegos disputó, usualmente por la banda derecha. Por el medio, Diego Manicero solía ser el volante creativo, tarea que compartía con Fabio Ramos de vez en cuando. Además, Damián Ísmodes era una alternativa muy usada también, quien solía partir de la volante y terminar como un delantero más por todo el frente de ataque. Por derecha, Éver Chávez supo alternar en uno que otro cotejo. La delantera estuvo compuesta mayormente por Carlos Preciado como único punta, aunque Guillermo Tomasevich tuvo minutos como titular y también supo acompañarlo en dupla.
León de Huánuco ocupa el puesto 13 con 819 puntos en la tabla acumulada de campeonatos de la Primera División del Perú.

## Uniforme
- Uniforme titular: Camiseta crema, pantalón crema, medias negras.
- Uniforme alternativo: Camiseta granate, pantalón granate, medias granate.
- Tercer uniforme: Camiseta crema, pantalón crema, medias granates.

### Evolución del uniforme

#### Titular
| 1946-1975, 1977 | 1976 | 1978-1979 | 1980 | 1981-2012 | 2012 | 2013 | 2014 | 2015 | 2019 |

| 2020 |

#### Alternativo
| 1946-1993 | 1972 | 1994 | 1995-2012 | 2013 | 2014 | 2015 |

### Indumentaria y patrocinador
| Periodo     | Proveedor       |
| ----------- | --------------- |
| 1981 - 1982 | Power           |
| 1991 - 1994 | Calvo           |
| 1995        | Penalty         |
| 1999 - 2002 | Loma's          |
| 2009        | Martel          |
| 2010        | Loma's          |
| 2011 - 2012 | Walon           |
| 2013        | Triathlon Sport |
| 2014        | Loma's          |
| 2015 - 2016 | Marathon        |
| 2017 - 2019 | Amerik Sport    |
| 2020        | Reqelme Sport   |
| 2021        | New Athletic    |

| Periodo       | Patrocinador              |
| ------------- | ------------------------- |
| 1981          | Power                     |
| 1985          | Agrícola Pachitea         |
| 1986 - 1989   | Motorola                  |
| 1990          | Renl Hotel                |
| 1991 - 1994   | Real Cola                 |
| 1995          | Galpesa                   |
| 1996          | Veefe S.A.                |
| 2000 - 2001   | CTAR                      |
| 2002          | Colpa Gas                 |
| 2009          | Grupo Jacto Picón         |
| 2010          | Roky's                    |
| 2011          | Grupo Jacto Picón Immuvit |
| 2012-2013     | Roky's                    |
| 2013          | Hongyan Nivea             |
| 2014-presente | CPP                       |

## Rivalidad
Su tradicional rival es el Alianza Huánuco, con quien disputa el Clásico Huanuqueño. Ambos dividen la mayor parte de preferencias entre la población huánuqueña.

## Estadio

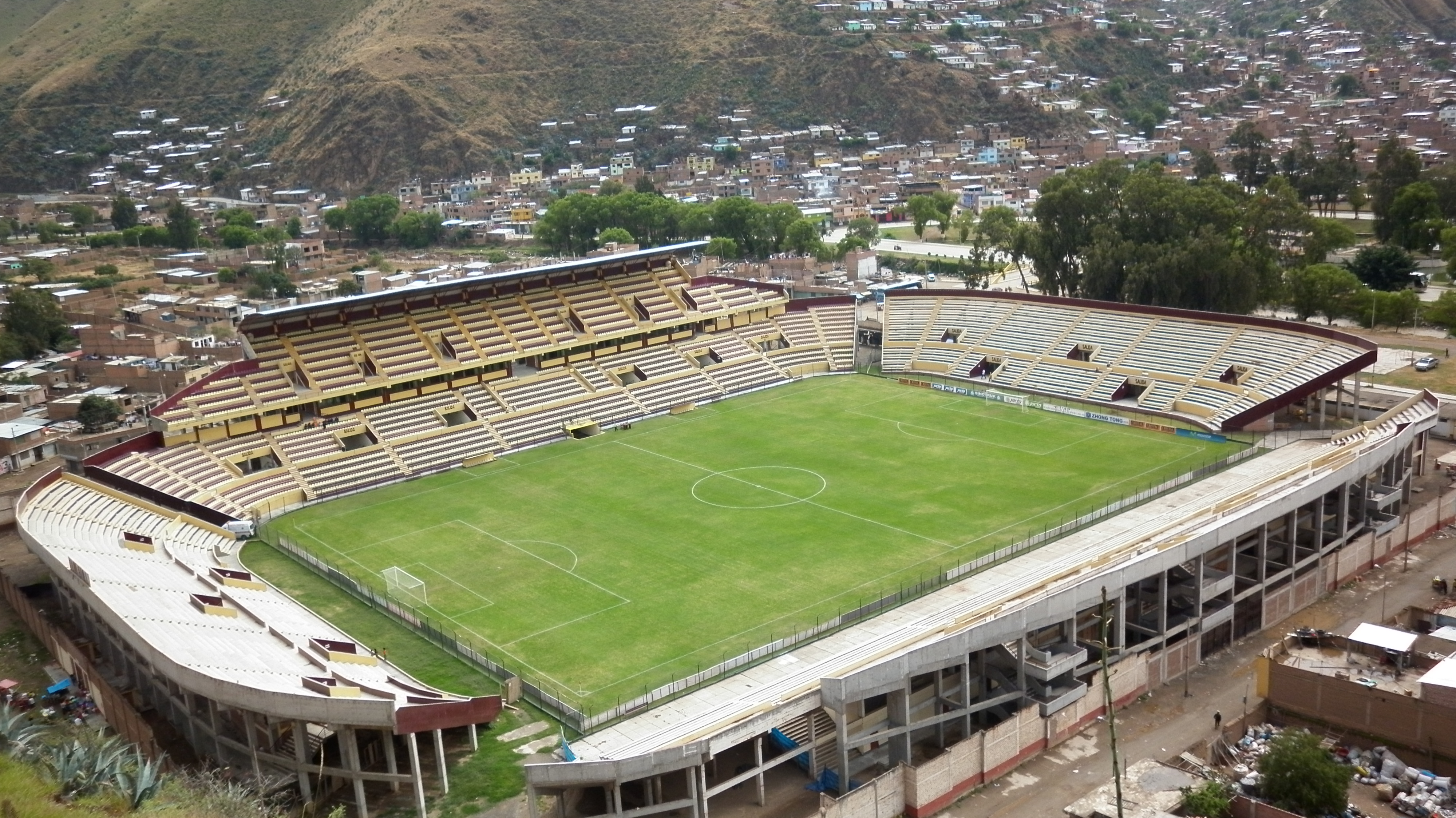
Vista superior del estadio.

El Estadio Municipal "Heraclio Tapia León", se encuentra en la ciudad de Huánuco (Perú), en la recta del jirón León de Huánuco. Luego de ser remodelado, cuenta con un aforo de 25.000 espectadores.
Se comenzó a construir el año 1972 cuando el León de Huánuco clasificó por primera vez a la Primera División del Perú.
Es la sede de los equipos de la ciudad como el León de Huánuco y Alianza Huánuco. Tuvo sus momentos más gloriosos por los años 90, cuando ahí se jugaba el Campeonato Descentralizado de fútbol profesional peruano.

### Récord de asistencia
El 8 de diciembre del 2010, el estadio albergó la mayor cantidad de personas en su historia, ya que ese día León de Huanuco jugó la final del Campeonato Descentralizado 2010 y 35.000 personas presenciaron aquel 1-1 con la Universidad San Martín. Ese día también se inauguró la tribuna de occidente.

## Datos del club
- Temporadas en Primera División:  27 (1972-1979, 1981-1983, 1985-1986, 1988-1995, 2010-2015).
- Mayor goleada conseguida:
  - En campeonatos nacionales de local: León de Huánuco 10:1 Unión Bambamarca (5 de abril de 2009) / León de Huánuco 6:0 Sporting Cristal (13 de junio de 2010) / León de Huánuco 7:1 Unión Comercio (22 de julio de 2012)
  - En campeonatos nacionales de visita: Carlos A. Manucci 2:6 León de Huánuco (25 de julio de 1976) / José Gálvez 2:6 León de Huánuco (13 de abril del 2013).
  - En campeonatos internacionales de local: León de Huánuco 1:0  Oriente Petrolero (23 de febrero de 2011).
  - En campeonatos internacionales de visita:  Junior 1:1 León de Huánuco (14 de abril de 2011).
- Mayor goleada recibida:
  - En campeonatos nacionales de local: León de Huánuco 0:5 Coronel Bolognesi (26 de noviembre de 2000).
  - En campeonatos nacionales de visita: Coronel Bolognesi 9:0 León de Huánuco (3 de diciembre de 2000).
  - En campeonatos internacionales de local: León de Huánuco 1:3  C.S. Emelec (13 de agosto del 2015).
  - En campeonatos internacionales de visita:  Grêmio 2:0 León de Huánuco (3 de marzo de 2011) /  Oriente Petrolero 2:0 León de Huánuco (24 de marzo de 2011).
- Mejor puesto en 1.ª División: 2° (2010)
- Máximo Goleador: Luis Alberto Perea (23 goles).
- Mejor participación internacional: Fase de grupos (Copa Libertadores 2011)

### Participaciones internacionales
| Torneo                           | Ediciones   |
| -------------------------------- | ----------- |
| Copa Sudamericana (2)            | 2012, 2015. |
| Copa Libertadores de América (1) | 2011.       |

### Por competición
| Torneo                       | Temp. | PJ | PG | PE | PP | GF | GC | Dif. | Pts. | Mejor desempeño |
| ---------------------------- | ----- | -- | -- | -- | -- | -- | -- | ---- | ---- | --------------- |
| Copa Sudamericana            | 2     | 4  | 0  | 0  | 4  | 3  | 10 | -7   | 0    | Primera fase    |
| Copa Libertadores de América | 1     | 6  | 1  | 2  | 3  | 4  | 8  | -4   | 5    | Fase de grupos  |
| Total                        | 3     | 10 | 1  | 2  | 7  | 7  | 18 | -11  | 5    | —               |

## Entrenadores
- César Cubilla (1975)
- Vito Andrés Bártoli (1975)
- Mario Gonzales (1976)
- José Pérez Figueiras (1979)
- Julio Gómez (1980)
- Fernando Cuéllar Ávalos (1981)
- José Fernández (1981)
- Fernando Cuéllar Ávalos (1983-1984)
- César Ponce (1986)
- José Nicamor Chacaltana Ramos (1990)
- Diego Agurto (1991-1992)
- Roberto Chale (1992)
- César Cubilla (1993)
- Ramón Quiroga (1994)
- Rufino Bernales Francia (2006)
- Mifflin Bermúdez (2009)
- Oswaldo Araujo (2009). Campeón Copa Perú 2009
- Franco Navarro (2010-2011)
- Aníbal Ruiz (2012)
- Teddy Cardama (2012)
- José Soto (2013)
- Edgar Ospina (2013)
- Wilmar Valencia (2014)
- Rolando Chilavert (2014-2015)
- Fredy García (2015)
- Carlos Cumapa (Interino) (2015)
- Carlos Ramacciotti (2015)
- Juan Chumpitaz Rivera (2017)
- Teddy Cardama (2018)
- Mifflin Bermúdez (2018)
- Roberto Tristán (2018)
- Jorge Arteaga (2018)
- José Humberto Pari Cahuana (2019)
- Carlos Cortijo (2020)
- Nicolás Chietino (2021)
- Roberto Tristán (2021)
- Pedro Sandoval (2023)
- Víctor Peña (Interino) (2023)
- Carlos Cortijo (2023-2024)
- Samuel Castro (2024)

## Plantel Histórico Subcampeón 2010

#### Campeonato Nacional 2010
| Alineación probable: - Juan Flores - Renato Zapata - Luis Guadalupe - Luis Cardoza - Giuliano Portilla - Víctor Peña - Carlos Zegarra - Jean Ferrari - Ever Chávez - Gustavo Rodas - Luis Perea - DT: Franco Navarro |  | Flores Zapata Guadalupe Cardoza Portilla Peña Zegarra Ferrari Chávez Rodas Perea |
| |  |                                                                                  |
| Flores Zapata Guadalupe Cardoza Portilla Peña Zegarra Ferrari Chávez Rodas Perea |  |                                                                                  |

Plantel Subcampeón completo:
Arqueros: Haruki Kanashiro, Juan Flores, Jaime Muro. Defensas: Pedro Miranda, Luis Cardoza, Luis Guadalupe, Gianfranco Espinoza, Juan Alayo, Giuliano Portilla, Juan Farfán, Renato Zapata, Guillermo Salas. Mediocampistas: Jean Zalón, Juan de la Haza, André Skiadas, Daniel Hidalgo, Ever Chávez, Carlos Zegarra, Jean Ferrari, José Dionisio, Leoncio Guevara, Robert Ardiles, Gustavo Rodas, Luis García Uribe. Delanteros: Víctor Peña, José Sosa Canessa, Ronaille Calheira, Fernando García López, Luis Alberto Perea, Christian Sánchez Valenzuela.

## Palmarés

### Torneos nacionales
| Competición nacional            | Títulos     | Subcampeonatos |
| ------------------------------- | ----------- | -------------- |
| Primera División del Perú (0/1) |             | 2010.          |
| Copa Perú (2/1)                 | 1980, 2009. | 1972.          |

### Torneos regionales
| Competición regional                             | Títulos                                                                          | Subcampeonatos                |
| ------------------------------------------------ | -------------------------------------------------------------------------------- | ----------------------------- |
| Campeonato Regional-Zona Centro (1/0)            | 1991-II.                                                                         |                               |
| Etapa Regional - Región Norte B, IV, V, VI (6/2) | 1972, 1996, 2000, 2001, 2002, 2006.                                              | 1968, 1969, 2009.             |
| Liga Departamental de Huánuco (12/5)             | 1966, 1967, 1968, 1969, 1970, 1971, 2000, 2001, 2002, 2003, 2006, 2007. (Récord) | 2004, 2008, 2009, 2017, 2018. |
| Liga Superior de Huánuco (0/2)                   |                                                                                  | 2008, 2009.                   |
| Liga Provincial de Huánuco (3/1)                 | 2002, 2003, 2025.                                                                | 2018.                         |
| Liga Distrital de Huánuco (6/3)                  | 1954, 1957, 1965, 1966, 1967, 1968.                                              | 2018, 2022, 2025.             |